# Charles-Michel-Ange Challe
Pour les articles homonymes, voir Challe et Famille Challe.
Charles Michel-Ange Challe, né à Paris le 13 février 1718 et mort le 8 janvier 1778 est un peintre, dessinateur et architecte français.
Élève de Boucher et Le Moyne, il est l’un des peintres les plus appréciés de son époque et connait un immense succès à travers l’Europe. Ses dessins d’architecture dans le style de Piranèse contribuent à le faire nommer en 1764 dessinateur de la chambre et du cabinet du roi, charge pour laquelle il produira de nombreuses architectures éphémères pour les fêtes et grandes pompes funèbres royales.
Il joue un rôle essentiel dans la transition entre le style rococo ou rocaille et classique et sera l’un des contributeurs essentiels à la création de l’esthétique connue sous le nom de style Louis XVI.

## Les premières années (1718 – 1742)
Charles Michel-Ange Challe est né à Paris d’une famille modeste de 18 mars 1718. Il étudie d’abord l’architecture auprès du moine dominicain Frère André avant de rejoindre l’atelier de François Lemoyne, alors au somment de sa gloire. Après le suicide de ce dernier en 1731, il devient l’élève de François Boucher dont il deviendra l’ami et dont la technique l’influencera durablement.
En 1738, il tente une première fois le prix de Rome et arrive second. Il sera de nouveau candidat en 1740 et 1741, année où il reçoit le grand prix pour sa Guérison de Tobit. Parmi les membres du jury on compte Nicolas de Largillière et Charles van Loo. Son frère, Simon, remporte la même année le deuxième prix de sculpture.

## Les années romaines (1742 – 1749)
Il arrive à Rome le 3 novembre 1742 en qualité de pensionnaire du roi à l’Académie de France à Rome. Sous la direction de Jean-Francois de Troy, il va réaliser des copies des Stanze de Raphael au Vatican afin de les envoyer aux Gobelins comme cartons pour des tapisseries. Challe réalise en particulier la copie de La Rencontre entre Léon Ier le Grand et Attila. Il profite de son séjour pour parcourir l’Italie dont il rapportera quantité de dessins d’architecture et de paysages.
En Campanie, il visite Herculanum et s’aventure jusque dans le cratère du Vésuve, alors actif, dont il rapportera un traité scientifique.
Dans le cadre de l’Académie de Rome, il joue également un rôle prépondérant dans l’élaboration de décors festifs, ou farandoles, dans le cadre du carnaval de 1748 et est amené à collaborer avec les architectes Louis-Joseph Le Lorrain, Ennemond-Alexandre Petitot et Charles-Louis Clérisseau qui vont renforcer sa manière néoclassique. Le succès de ces initiatives jouera un rôle non négligeable dans son appointement comme responsable des Menus Plaisirs quelques années plus tard.
Il reste à Rome sept ans alors que la durée normale d’un s’jour n’était pas supposée dépasser trois années.
Mais c’est surtout par ses dessins de monuments dans le style de Piranèse que cette période va marquer l’œuvre de Challe. L’influence du grand dessinateur sur l’Académie de France, voisine de l’atelier où ses œuvres étaient gravées, est connue. Tout au long de sa carrière, Challe produira un grand nombre de dessins de très grande qualité dans le goût de Piranèse et travaillera à la traduction en français de ses ouvrages théoriques.
Il conçoit des temples, des arcs de triomphe, des groupes sculptés monumentaux, des ponts pour lesquels il fait appel à nombre de motifs monumentaux : colonnes, urnes funéraires, obélisques.

## Les grandes années (1749 – 1764)
De retour à Paris en 1749, il va connaître un succès important et devenir l’un des peintres les plus en vue. En 1752, il devient membre agréé de l’Académie royale de peinture et de sculpture puis devient académicien deux années plus tard. En 1758, il est nommé professeur de perspective en remplacement de Sébastien Leclerc. Sa pièce de réception à l’Académie, L'Union des Arts de Peinture et de Sculpture par le Dessin, va orner le plafond de la salle de séances.
Peintre prolifique, il produit de nombreuses pièces, montrant l’influence qu’ont eu sur lui François Boucher et Nicolas de Troy (Les Charmes multipliés, Le Berger couronné), qui connaissent un succès considérable en France mais aussi en Prusse, dans tous les états allemands, en Angleterre et en Russie. De nombreuses cours européennes l’invitent sans succès. Les meilleurs de ses œuvres sont gravées (Jupiter et Léda, gravé en 1761 par Jean-Baptiste Tillard).
Il expose au salon de 1753 et continuera à participer les années suivantes, aux côtés de Jean Siméon Chardin, Étienne Jeaurat, Jean-Marc Nattier, Jean Restout, Louis Tocqué, Louis-Michel et Charles van Loo. Il présente des scènes religieuses (Saint Sébastien, Jugement Dernier, Ascension), d’histoire (Lucrèce et Brutus, Mort de Cléopâtre) ainsi que des portraits (Mignot, sculpteur du roi).
Mais ses travaux pour le salon vont lui valoir en 1763 de violentes critiques de Diderot après des éloges sur son Socrate sur le point de boire la ciguë en 1761 : « Il a l’air d’être peint il y a cent ans ; mais il est bien plus vieux encore pour la manière que pour la couleur. On dirait que c’est une copie d’après quelque bas-relief antique. Il y règne une simplicité, une tranquillité, surtout dans la figure principale, qui n’est guère de notre temps. » Sa Venus endormie est très appréciée en particulier à la cour : « C'est au sujet de ce tableau que Louis XV ayant demandé à une dame de sa cour, célèbre par son goût pour les arts, ce qu'elle pensait du Salon, elle répondit qu'elle ne se souvenait que de la Vénus de Challe. » En 1765, il présente une toile monumentale : Hector entrant dans le palais de Pâris qui lui vaudra d’unanimes critiques négatives et le dissuadera d’exposer les années suivantes.
Il continue néanmoins à être très fortement sollicité et devient un des peintres les plus chers de son temps. Il décore de nombreuses églises (Oratoire du Louvre, Couvent des Feuillants, Saint-Hippolyte et Saint-Roch à Paris) et hôtels particuliers (hôtels du Palatin de Lituanie, de Soyecourt, de Malte, du duc de Praslin, du duc d’Aiguillon.)

## Dessinateur de la chambre et du cabinet du Roi (1764 – 1778)
À la mort du sculpteur et ornemaniste René Michel Slodz en 1764, il est nommé, par lettre patent du 23 février 1765, dessinateur de la chambre et du cabinet du roi, poste qu’il obtient grâce au soutien du duc d’Aumont face à d’autres brillants candidats (de Wailly, Bocquet, Géraud). Cette charge est alors importante à la cour : « Machiniste, compositeur d’habits de théâtre et de costumes de ballets, organisateur de pompes funèbres, artificier, peintre de décors, en un mot, homme du goût courant et de l’élégance facile, tel était le dessinateur du cabinet de Sa Majesté. » Il va s’illustrer en particulier dans les premières années par les architectures éphémères qu’il crée pour les grandes pompes funèbres à un moment où le goût est en transition vers le néoclassicisme « à la grecque ». Ainsi il conçoit les monuments de l’infant Philippe de Bourbon, duc de Parme puis de Louis, dauphin de France, Stanislas Leszczynski, roi de Pologne, Elisabeth Farnèse, reine d’Espagne, la dauphine Marie Josèphe de Saxe, la reine de France, Charles-Emmanuel III de Savoie puis enfin du roi Louis XV lui-même. L’étiquette du moment veut en effet que les grandes pompes funèbres « corroborent l’élaboration d’une rhétorique s’attachant à composer une sorte d’éloge funèbre figuré obéissant en outre à une "géographie" précise », celle de l'espace cérémoniel. Elles constituent un pendant figuré, monumental et décoratif, à l’oraison funèbre.
Le dessinateur du roi crée aussi les décors pour les autres cérémonies royales : entrées, mariages, lits de justice, fêtes et divertissements. En 1770, il crée le décor éphémère du mariage du dauphin, futur Louis XVI et de Marie-Antoinette à Versailles et à l’Orangerie avec l’assistance de Moreau le Jeune qui lui succédera : « On se souviendra longtemps de ce palais du Soleil, élevé à une des extrémités du canal, dont les eaux réfléchissaient des torrents de lumière; de ces bosquets et de ces parterres de feu, des bassins où les deux éléments semblaient se confondre, de la variété des amusements et des spectacles distribués dans tout le parc pour partager la foule. » Il est le premier à faire graver ses dessins, ce qui nous permet de redécouvrir aujourd’hui cette partie moins connue de l’art français du XVIIe siècle, toutes les réalisations des Menus Plaisirs ayant été démantelées aussitôt l’occasion passée.

## Les dernières années
En novembre 1770, Challe vieillissant est nommé chevalier de l’ordre de Saint Michel et anobli. Il est comblé d’honneurs et reçu à l’académie des sciences et des beaux-arts de Lyon.
Il a épousé en 1762 Madeleine-Sophie Nattier, la plus jeune des filles de Jean-Marc Nattier et Marie Madeleine de la Roche, dont il n’a eu aucun enfant.
Dans les dernières années de sa vie, il travaille à un projet d’agrandissement de la ville de Marseille qui est d’abord approuvé par Turgot, ministre de la Marine avant d’être abandonné. Sa santé déclinante ne lui permet pas de participer activement au décor du sacre de Louis XVI à Reims en juin 1775, qui sera réalisé par son assistant Moreau le Jeune. Il meurt le 8 janvier 1778 des suites d’une violente fièvre, à l’âge de 59 ans.
Au-delà de son œuvre peint et gravé, il laisse de nombreux ouvrages, pièces en vers, œuvres dramatiques, récits de voyage et traductions de Piranèse, sans oublier son essai scientifique sur le Vésuve mais aucune ne sera publié sous son nom et il est difficile de tracer ses noms d’emprunt.

## Œuvres

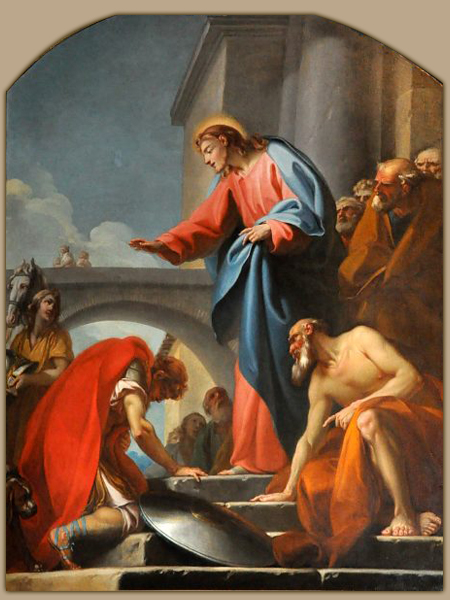
Le Christ et le centurion, 1758, église Saint-Roch, Paris.
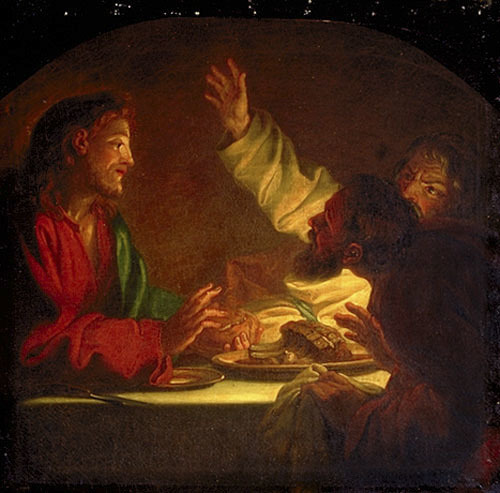
Le Repas d'Emmaüs, 1754-59, musée national des beaux-arts du Québec
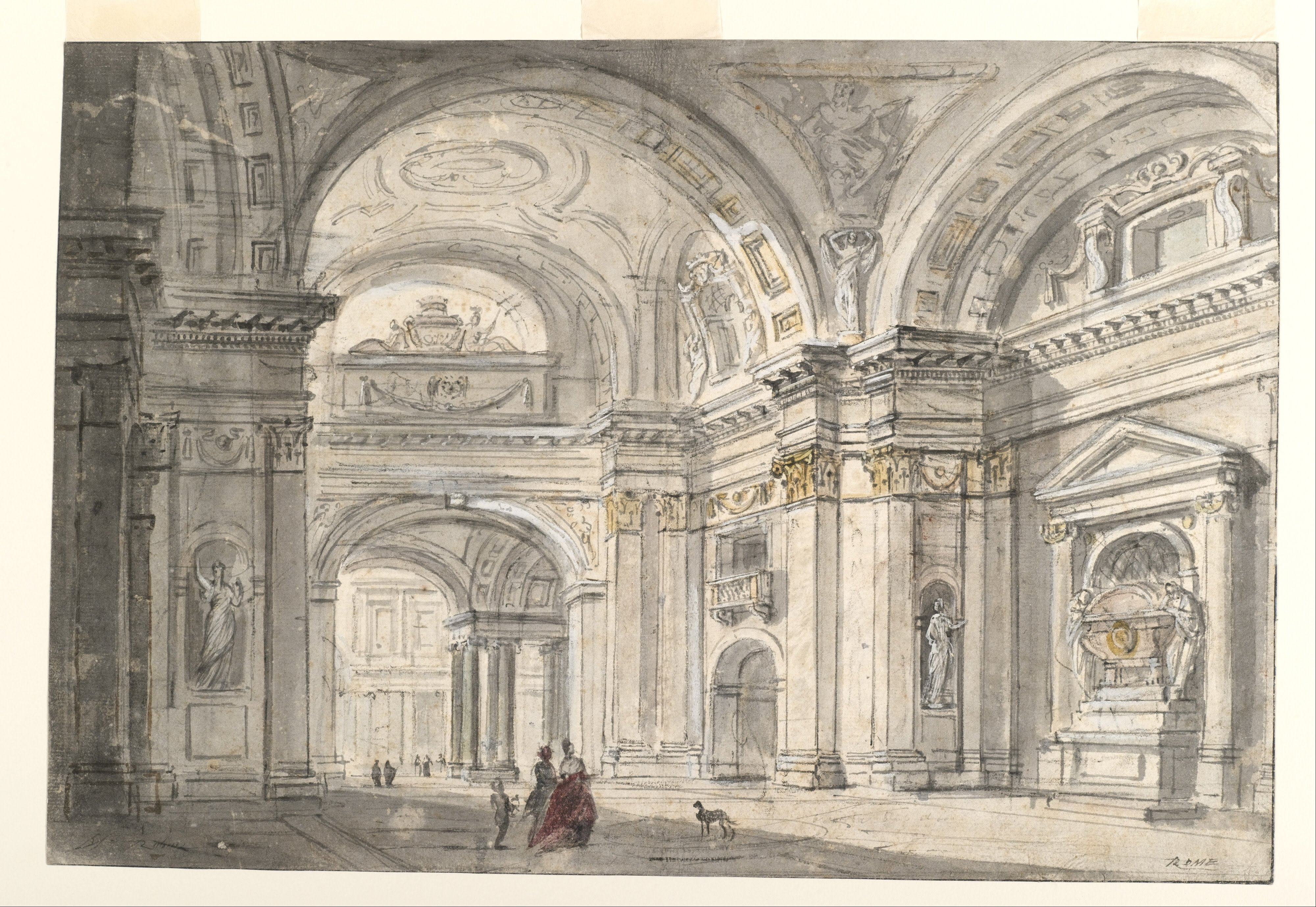
Intérieur d'église, Cooper Hewitt, Smithsonian Design Museum, New York.
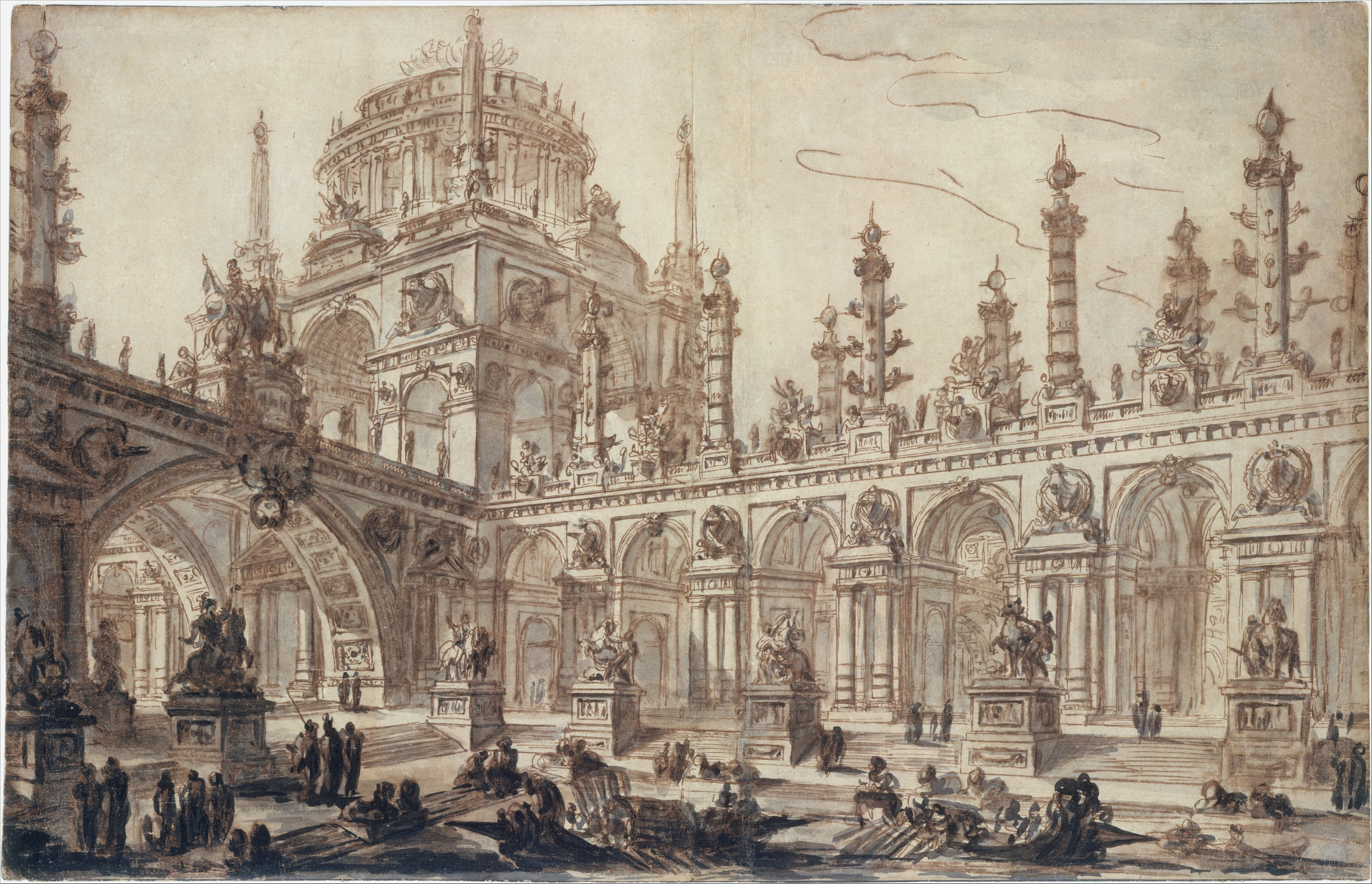
Fantaisie architecturale, Metropolitan Museum, New York.
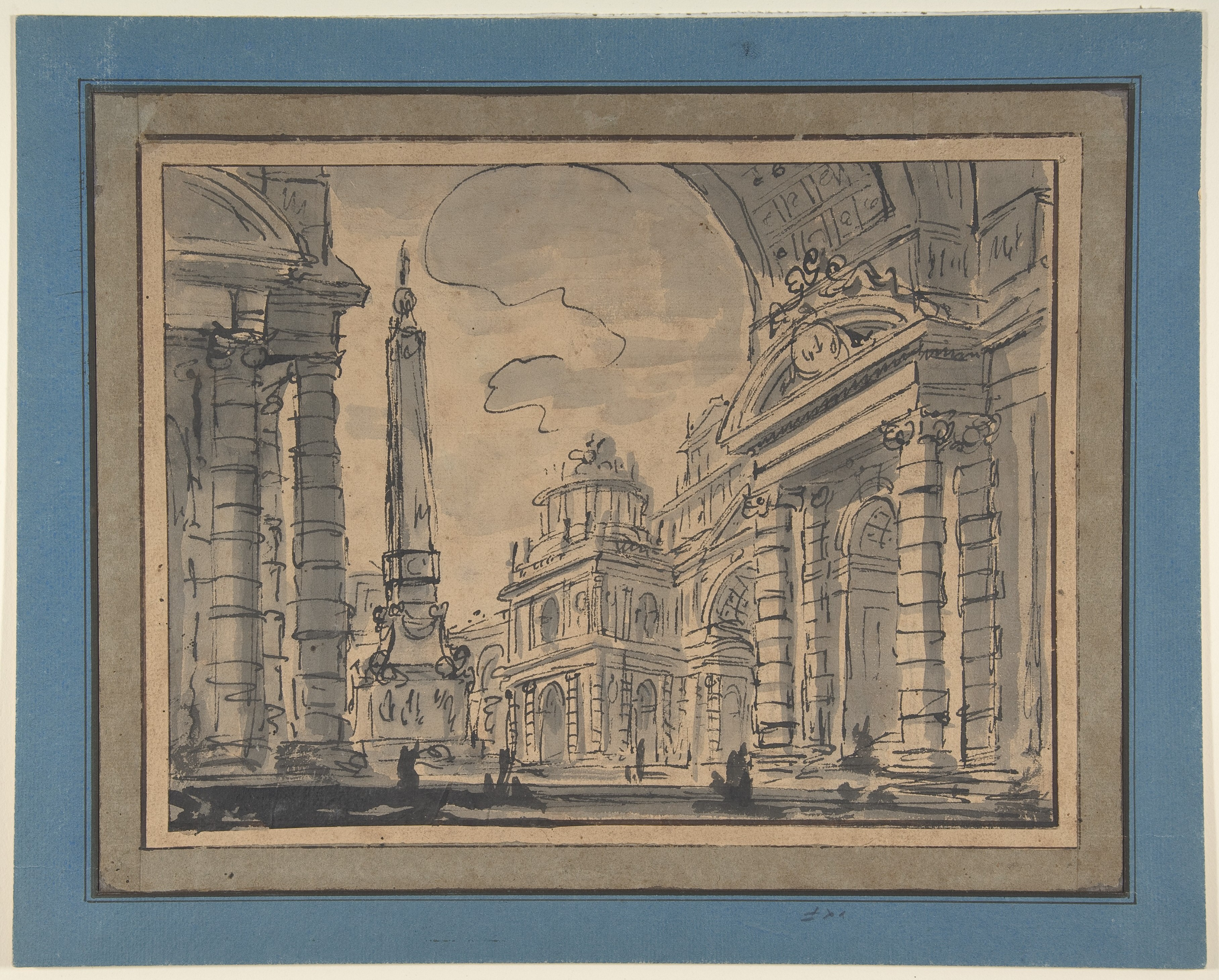
Caprice architectural, Metropolitan Museum, New York.
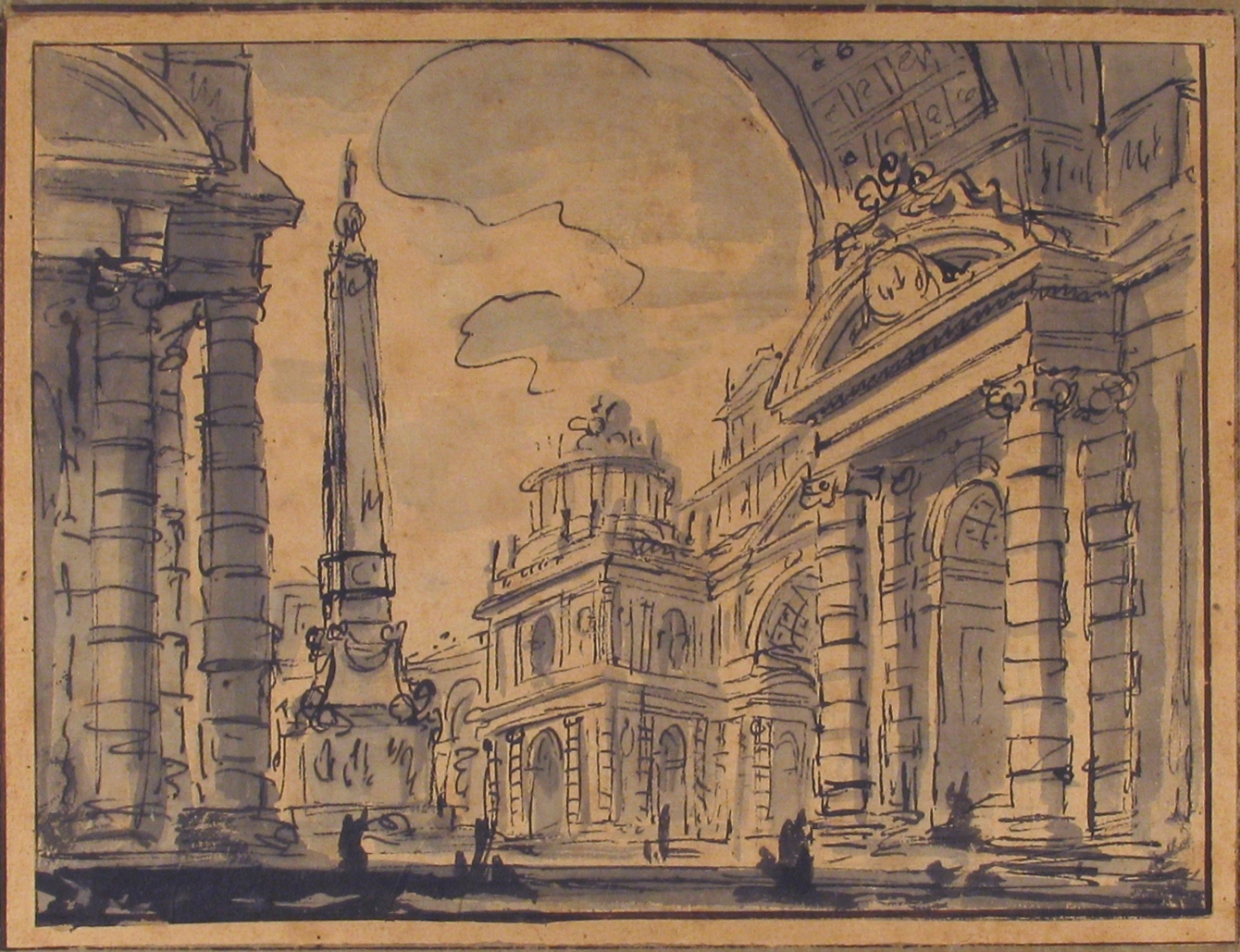
Fantaisie architecturale, Metropolitan Museum, New York.
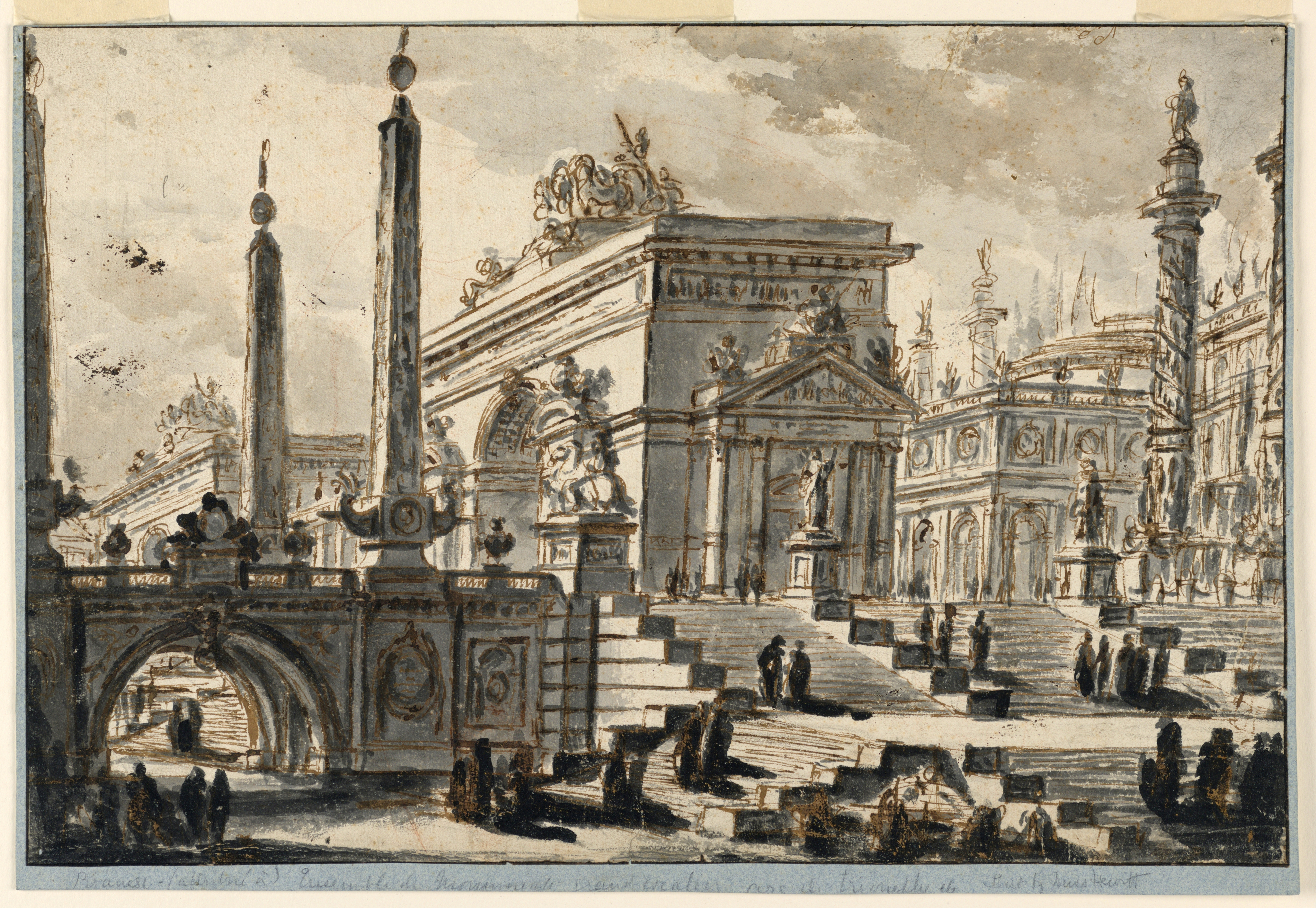
Fantaisie architecturale, Cooper Hewitt, Smithsonian Design Museum, New York.
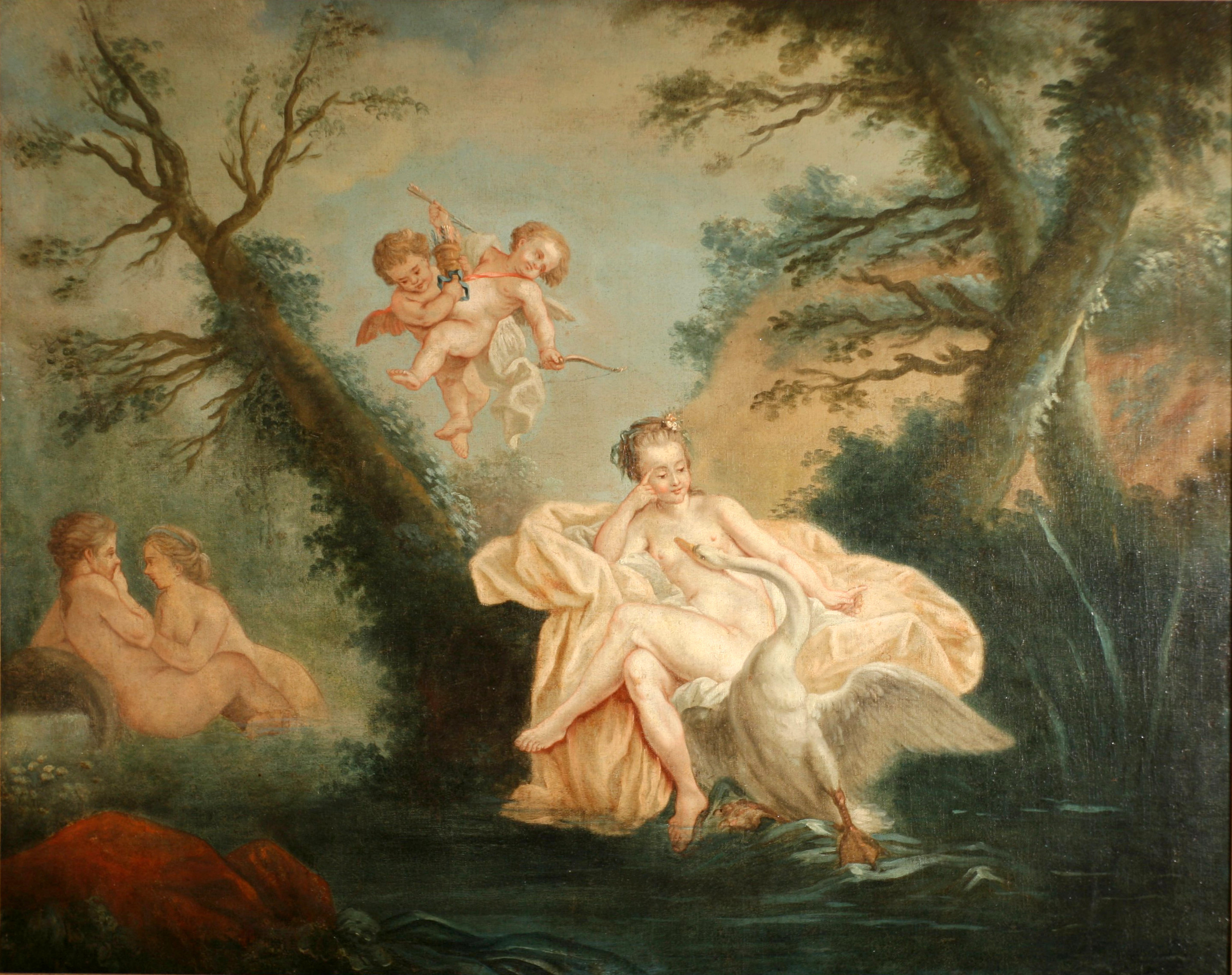
Jupiter et Léda, collection privée, New York.

### Peintures

#### Chronologie
- Guérison de Tobie, 1741, École des Beaux-Arts de Paris
- Vénus et Amour, 1752, 98 x 150 cm, musée du Louvre, Paris[7].
- Danaé, 1752, 97 x 152 cm, musée du Louvre, Paris[8]
- Le Génie qui unit la Peinture et la Sculpture, 1753, château de Fontainebleau
- La Résurrection, entre 1754 et 1758, 253 × 364 cm, musée national des beaux-arts du Québec
- Le Repas d'Emmaüs, entre 1754 et 1759, 117 x 126 cm, musée national des beaux-arts du Québec
- Le Christ et le centurion , 1758, église Saint-Roch, Paris
- La Mort d'Hercule, Salon de 1763

#### Dates non documentées
- Chartres, musée des Beaux-Arts : Joueuse de guitare, toile, 46 × 39 cm, collection Courtois[9]
- Dijon, musée Magnin
  - Vue de l'intérieur du Colisée, dessin préparatoire ;
  - Vue des souterrains du Colisée, dessin préparatoire.
- Château de Fontainebleau : Louis XV glorifié par la Peinture et la Sculpture, plafond du petit salon Louis XV
- Lyon, église Saint-Bruno : Le Mariage de la Vierge[10].
- Paris
  - Église Saint-Médard : La Religion invitant à ses saints mystères ;
  - Académie : La Mort de Didon, décoration du plafond.
- Jupiter et Léda, collection particulière, New York[11]

### Dessins
- Figure drapée assise, pierre noire, rehauts de blanc sur papier bleu, H. 0,362 ; L.0,498 m[12]. Paris, Beaux-Arts de Paris[13]. Dans un cadre intemporel une figure drappée contemple l'arche d'un pont. Le point de vue en contre plongée, les eaux torrentueuses, la frontalité de la voûte, les arbres courbés dont les branches débordent de la rive et le regard du personnage solitaire et contemplatif confèrent à ce paysage un caractère dramatique tempéré par le cadrage serré.
- Personnages dans un paysage, pierre noire, lavis d'encre de Chine et craie blanche sur papier bleu, H. 0,302 ; L. 0,491 m[14]. Paris, Beaux-Arts de Paris[15]. La forte opposition entre les ombres et la lumière contribue à donner à ce paysage une atmosphère mystèrieuse et une majesté paisible. Ce dessin semble s'inscrire dans un travail de reprise en atelier d'études faites d'après nature.

### Gravures d'après Challe
- Jupiter et Léda, gravé par Jean-Baptiste Tilliard, Musée Teyler, Haarlem[16].
- La Mort de Cléopâtre[17], 1770-1778, gravure sur cuivre[18], Bibliothèque nationale du Portugal, Lisbonne.
- Description du mausolée érigé en l'abbaye royale de Saint-Denis le 27 juillet 1774 pour les obsèques de Louis XV, le Bien-Aimé, roi de France et de Navarre, quatre planches gravées par Louis-Simon Lempereur sur les dessins de Charles-Michel-Ange Challe, P.R.C. Ballard, Paris, 1774.

## Pour approfondir